# Melete polyhymnia serrana
Melete polyhymnia subsp. serrana es una mariposa conocida como mariposa güerita; pertenece a la familia Pieridae.

## Descripción
El color de fondo de las alas anteriores y posteriores es amarillo claro, ligeramente verdoso (amarillas en la otra subespecie que se encuentra en Chiapas, M. polyhymnia florinda).  El margen costal del ala anterior es convexo, ápice redondo, margen externo ligeramente curvo, al igual que el margen anal. Ápice es de color pardo o café oscuro, extendiéndose hasta la región marginal y desapareciendo hasta el ángulo anal o tornus. La vena Sc es café  y continua sobre el borde del margen costal, hasta el ápice. En la unión M1+M2, M2 +M3, R1+M1, se observa una franja oscura. Las alas posteriores como se menciona arriba son del mismo color que las anteriores, el margen externo es de color pardo desde el tornus, igualmente hasta la mitad del margen costal.
La cabeza es de color amarillo con pelos negros; el tórax es negro con pelos amarillos. El abdomen es de color amarillo. “En los costados del tórax, hacia la cabeza y en la base del ala posterior, presenta manchas vestigiales de color amarillo naranja” 1.  Ventralmente es del mismo color en ambas alas con el mismo patrón de manchas que el dorso. Las antenas son de color negro; tórax cubierto con pelos amarillos claro y abdomen amarillo acercándose a blanco.  Hembra es similar al macho, con el tono amarillo más claro que el macho.

## Distribución
Norte de Oaxaca, en Metates, Puerto Eligio en la Sierra de Juárez, Oaxaca.

## Hábitat
Se ha colectado en alturas desde los 650 a los 900 m s. n. m., donde existen, manchones de vegetación perturbada, con sembradíos de café y frutales en ecotonos de Selva alta perennifolia y bosque mesófilo de montaña.

## Estado de conservación
No está enlistada en la NOM-059, ni tampoco evaluada por la UICN.